# Selectivitate a unui sistem de măsurare
Selectivitatea unui sistem de măsurare reprezintă proprietatea unui sistem de măsurare, utilizându-se o procedură de măsurare specificată, prin care sistemul furnizează valori măsurate ale mărimii pentru unul sau mai mulți măsuranzi, astfel încât valorile fiecărui măsurand sunt independente în raport cu alți măsuranzi sau cu alte mărimi legate de fenomenul, corpul sau substanța în curs de investigare.

## Exmple de selectivitate
1. Capacitatea (capabilitatea, potența) unui sistem de măsurare de a măsura puterea unui semnal (component) la o frecvență dată, fără ca să fie deranjat (afectat, distorsionat în măsurare) de semnale de pe alte frecvențe.
2. Capacitatea (capabilitatea, calitatea) unui sistem de măsurare de a deosebi (distinge, alege) între un semnal căutat (dorit) și semnale nedorite (necăutate), care pot - frecvent - să aibă (să se găsească pe) frecvențe sensibil apropiate de cea a semnalului căutat.

## Sursa
OIML V 2-200 International Vocabulary of Metrology - Basic and General Concepts and Associated Terms (VIM)